# Encephalartos inopinus
Encephalartos inopinus — вид голонасінних рослин класу саговникоподібні (Cycadopsida).
Етимологія: лат. opinus — «очікуваний», лат. in- — «не».

## Опис
Рослини деревовиді; стовбур 3 м заввишки, 15–25 см діаметром. Листки 100—150 см в довжину, сині або срібні, напівглянсові; хребет жовтуватий, прямий, жорсткий, без колючок. Листові фрагменти ланцетні, одноколірні; середні — 14–20 см завдовжки, 8–10 мм завширшки. Пилкові шишки 1–3, вузькояйцевиді, зелені, завдовжки 18–25 см, 6–8 см діаметром. Насіннєві шишки довжиною 1–2, яйцеподібні, зелені, 30–35 см, 15–20 см, діаметром. Насіння яйцеподібне або довгасте, 20–25 мм завдовжки, шириною 15–20 мм, саркотеста помаранчева.

## Поширення, екологія
Країни поширення: ПАР (провінція Лімпопо). Записаний від 600 до 800 м над рівнем моря. Цей вид зустрічається рідко, в основному в густих чагарниках на звернених на північ стрімких схилах або виступах скель. Вони ростуть на скелетних ґрунтах або без ніякого ґрунту, на крутих схилів в ущелинах доломіту. Кількість опадів коливається від мізерних 375 мм до 750 мм на рік. Деякі рослини звисають з важкодоступних вузьких уступах високо в ущелинах.

## Загрози та охорона
Цей вид сильно постраждав від діяльності колекціонерів і, крім того, великі війська павіанів пошкодили незміцнілі шишки і цим можна пояснити відсутність розсади.